# 大内教幸
大內教幸（日语：／ Ōuchi Noriyuki，？—1472年2月5日），日本室町時代武將，受室町幕府第6代將軍足利義教賜予偏諱，因此取名為「教幸」，法號道頓（どうとん）。
教幸之父為大內氏第11代當主大內盛見，兄弟則有大內氏第13代當主大內教弘以及大內盛持。另有一種說法認為教幸之父為大內持盛 。
據陶弘護肖像贊以參周省所筆「文明十六年十一月廿七日陶弘護肖像贊」（見《大日本史料》文明十四年五月二十七日所收），其中寫有「太守伯父道頓」之語。由此可推，教幸為大內氏第14代當主大內政弘之伯父，亦即教幸為教弘之兄:248-249。

## 生平

### 與宗家之對立
大內教幸，生年不詳，一般認為其為大內盛見之子，通稱「孫太郎」，此乃大內氏歷代當主如大內弘世、大內義弘曾使用過之稱號。另一方面，其弟大內教弘，通稱為「新介」，該名稱乃大內氏繼承人所使用之稱號。因此，教幸原本可能也被視為大內氏家督的候補人選。
嘉吉元年（1441年）六月，將軍足利義教遭赤松滿祐暗殺，大內氏第12代當主大內持世亦在此事件中身負重傷，最終於同年七月廿八日不幸喪生。其後，由持世之堂弟兼養嗣子－教弘，繼承大內氏家督之位，並出兵討伐赤松氏（嘉吉之亂）。
按理而言，身為兄長的教幸，應比教弘有優先繼承大內氏家督之權。至於最終教幸為何會被排除在外，史料並無明確記載。可以確定的是，在持世去世後教幸參與了由少貳氏掀起的「九州騷亂」，與大內氏宗家以及室町幕府處於敵對狀態，換言之，大內氏內部因家督繼承問題發生內鬥，最終由教弘一方獲勝。
最直接的證據來自於，在嘉吉之亂的動盪中，由室町幕府所頒布的「嘉吉元年閏九月廿六日室町幕府管領奉書」（見《佐佐木文書》）以及「嘉吉元年十月十四日室町幕府奉行人飯尾貞連書狀案」（見《蜷川家文書》）兩份文書:249-251。
其中，前者是由時任管領細川持之發給肥前國北高來一揆的奉書。內容指出，大內孫太郎（即教幸）與少貳教賴勾結，對大內新介教弘的領地—包括筑前國與豐前國發動攻擊，為此命令一揆眾出兵支援教弘:249-251。
後者則是室町幕府奉行眾之一飯尾貞連所發給大內教弘的書狀草稿。內容主要說明，雖然幕府對少貳教賴發出了治罰御教書（即懲處命令），不過有鑑於此前已分別對大友持直、大友親著、大友親重、菊池元朝、千葉胤鎮及孫太郎等人下達過治罰命令，因而此次不再針對這些人另發御教書:249-251。
嘉吉二年（1442年），接替細川持之出任室町幕府管領的畠山持国，也頒布了「嘉吉二年十二月十五日室町幕府管領奉書」（見《志賀文書》），命令繼續追討教賴、持直與教幸等人:249-251。
教幸大概在「九州騷亂」平定後放棄抵抗，歸順政弘。長祿元年（1457年），教弘因與幕府發生衝突而遭剝奪當主之位，於此期間，尤其子龜童丸（後來的政弘）擔任當主，並由已和政弘和解的教幸，擔任尚未元服的政弘之後見人，輔佐處理政事。

### 大內道頓之亂
寬政六年（1465年）九月，大內教弘逝世，20歲的大內政弘繼承家督。
應仁元年（1467年），應仁之亂爆發。政弘為聲援西軍主帥山名宗全，於同年（1467年）七月率軍上洛，接著參與了長達約10年的戰事，遍及畿內各地。政弘在京期間，由道頓負責留守周防:251-253。
文明二年（1470年）二月，屬於東軍方的第8代將軍足利義政為削弱西軍勢力，正式改變對大內家的立場。義政頒布御內書，承認道頓為大內氏正統當主，並命其討伐被視為「凶徒」的現任當主政弘。該御內書不僅送達大內一門之重臣，也送交與大內氏領土比鄰的大友氏當主大友親繁，企圖透過內外夾擊來孤立與掣肘政弘。同時，考量道頓已經出家，無法親掌軍理政，幕府遂命其子加嘉丸接任守護職:253-254。
接獲幕府命令後，道頓與仁保盛安於長門國赤間關舉兵。原本與道頓一同負責留守的周防留守居役陶弘護，也不得不向手持御內書的道頓屈服:279。同年二月九日，道頓從國內重臣手中收下誓言效忠的起請文 。
其後，道頓進入石見國。該地雖名義上由守護山名政清統治，然而實際上國人的勢力強於守護權威。道頓成功將石見有力國人吉見信賴拉攏為同盟，隨後轉往備後國與安藝國，展開連番征戰。之後，道頓返回石見津和野。
文明二年（1470年）十二月，表面臣服實則暗中伺機反叛的陶弘護揭起叛旗，並在周防玖珂郡將道頓擊潰:279。戰敗的道頓與仁保盛安於安藝國會合，並轉戰至石見國，之後又試圖以長門國阿武郡的賀年城為據點發動反攻。但在翌年十二月，道頓卻再次遭遇敗北，最後逃往豐前國，意圖尋求大友氏的庇護:255 。

### 晚年行蹤
根據通行的說法，道頓於文明三年十二月廿六日（1472年2月5日）在豐前馬ヶ岳城自盡身亡。不過也有一些文獻，如《大內氏實錄》則記載道頓是在文明四年（1472年）一月廿五日自盡。
然而，關於道頓在馬ヶ岳城自害的說法，僅見於江戶時代編纂的《歷代鎮西志》、部分軍記物與系譜資料中。更有甚者，《歷代鎮西志》將此事記為發生於文明元年（1469年），年代出入頗大。因此，並無確實的歷史根據能證明道頓於文明三年自盡之說:255。
相對地，另有史料顯示道頓在文明三年之後仍健在。其中包括兩份載於《大友家文書錄》中的室町幕府奉行人連署奉書。一是發給大內左京大夫入道（即道頓）本人、日期為文明八年八月十九日；另一是發給大友政親、日期為文明九年三月二十六日。
前者是東軍方面針對仍被認定為大內氏當主的道頓，命令其在豐前國停止軍事行動的官方文書。後者則記錄了前將軍足利義政對道頓企圖進攻周防與長門（政弘領地）一事表達遺憾，並命令周邊諸勢力不得與之協力。
換言之，這些文書一方面證明道頓至少在文明八年（1476年）時仍然在世，另一方面也顯示，原本受到東軍支持、被任命為守護的道頓，此時已遭義政等幕府首腦所拋棄，不再獲得官方承認。
文明九年（1477年）十一月，應仁之亂終告平息。同年十一月三日，政弘正式向東軍投降，並獲得以第9代將軍足利義尚名義頒布的守護職安堵狀，確認其對周防、長門、豐前、筑前四國的守護權。由此可見，隨著室町幕府內部分裂的局面由東軍勢力加以收束，道頓作為政治工具的價值也隨之喪失。
文明十年（1478年）九月，政弘攻陷博多，並處斬了最後仍效忠於道頓的仁保弘名（仁保盛安之子）。然而，道頓本人在此之後便失去蹤影，其最終命運至今仍不明:256-258。

## 出處
1. ↑  田村哲夫編修（1980）P.20
2. ↑  《看聞御記》
3. ↑  私訳 陶弘護肖像賛（2022）
4. 1 2 3 4 5 6 7 8 9 10  須田牧子. . 東京大学出版会. 2011.
5. ↑  近藤清石（1885）P.36
6. ↑  『豐津町史 上卷』（1997）P.667
7. ↑  佐伯弘次（1993）P.8
8. ↑  佐伯弘次（1993）P.11
9. ↑  『豐津町史 上卷』（1997）P.668
10. ↑  佐伯弘次（1993）P.3-5
11. ↑  周防山口館 大內教幸（2024）
12. ↑  山口ふるさと伝承総合センター 28代大內教弘（2019）
13. ↑  学研パブリッシング & 光武敏郎文（2010）P.16-17
14. ↑  『豐津町史 上卷』（1997）P.668
15. ↑  大日本史料第八篇之三（1916）P.466-467
16. ↑  『行橋市史』（2004、2006）P.75-76
17. 1 2  藤井崇. . 同成社. 2013.
18. ↑  大日本史料第八篇之三（1916）P.481-482
19. ↑  水野大樹（2014）P.533-534
20. ↑  大日本史料第八篇之五（1919）P.122-123
21. ↑  大日本史料第八篇之五（1919）P.122-123
22. ↑  『豐津町史 上卷』（1997）P.671
23. ↑  『行橋市史』（2004、2006）P.76-77
24. ↑  『行橋市史』（2004、2006）P.898
25. ↑  大友家文書錄P.224
26. ↑  大友家文書錄P.224
27. ↑  吳座勇一（2016）P.197